# Язлівчик
Язлі́вчик — село в Україні, у Бродівській міській громаді Золочівського району Львівської області. Язлівчик разом з селами Берлин, Конюшків, Лагодів та Мідне раніше були підпорядковані Язлівчицькій сільській раді. Населення становить 358 осіб (станом на 2024 рік).

## Населення
За даними всеукраїнського перепису населення 2001 року в селі мешкала 391 особа. У 2024 році — 358 осіб.
Мова
Згідно з даними всеукраїнського перепису населення 2001 року розподіл населення за рідною мовою був наступним:
| українська | 389 | 99,48 |
| російська  | 2   | 0,52  |

## Географія
Село розташоване за 113 км від обласного центру, за 46 км від районного центру, за 5 км на північ від центру громади і на таку саму відстань від найближчої залізничної станції Броди.

## Історія
У 1920-х-1930-х роках в селі діяв осередок руханково-пожарного товариства «Луг», яким керував Микола Войтович, згодом вояк УПА, керівник окружної боївки СБ — «Россоха». Одним з головних натхненників національного життя села був Петро Радкевич — інструктор товариства «Просвіта» на Брідщині.
Нині в селі діють початкова школа, ФАП, Народний дім.
12 червня 2020 року, відповідно до розпорядження Кабінету Міністрів України № 718-р «Про визначення адміністративних центрів та затвердження територій територіальних громад Львівської області», село увійшло до складу Бродівської міської громади. 19 липня 2020 року, в результаті адміністративно-територіальної реформи та ліквідації Бродівського району, село увійшло до складу новоствореного Золочівського району.

## Пам'ятки

### Церква святого архангела Михаїла
Давня дерев'яна церква святого Архістратига Михаїла була збудована на цьому місці ще у 1744 році. Під час першої світової війни її було знищено. У 1920-х роках віряни звели тимчасову каплицю святого Михайла, а у 1936 році на цьому місці збудовано мурований храм. Нині церква перебуває в користуванні релігійної громади Львівсько-Сокальської єпархії Православної церкви України парафії Святого Архістратига Михаїла.

### Римо-католицька каплиця (костелик)
Каплиця збудована у 1936-1937 роках у стилі модерн на замовлення та коштом Павла Голіновського та інших вірян римо-католицької парафії Бродів, яка на той час об'єднувала близько двадцяти сіл Бродського повіту та за сприяння Курії будівництва каплиць та Народних домів, згідно з проєктом, виконаним Будівельним урядом Тернопільського Воєводства 7 березня 1933 року. Плани затверджені урядом Тернопільського Воєводства 29 квітня 1933 року. Згідно з матеріалами Архіву механічної документації у Варшаві, автором проєкту був інженер Стефан Зассовський. Храм являв собою однонавну зрубну дерев'яну споруду з двома відсіками біля вівтарної частини та двома відсіками з боку головного входу. Дерев'яний головний вівтар зроблений у формі порталу з колонами коринфського ордеру, на нижній частині якого вирізблено прізвище фундатора Павла Голіновського та дату «1936» (пол. FUNDATOR PAWEŁ GOLINOWSKI I W R. 1936). Після другої світової війни костелик не використовувався за призначенням — тут був сільмаг, з часом склад і врешті архів, що призвело до часткової руйнації споруди. В роки незалежності він стояв пусткою, а у 2002 році був пошкоджений — трактор, що працював поблизу, випадково зачепив нижню частину громовідводу, потягнув його разом з шатровою вежею та завалив її на землю. У 2007—2008 роках було проведено паспортизацію костелу, але до реєстру пам'яток його так і не було внесено. Тривалий час костел стояв пусткою та поступово руйнувався, й до 2009 року дійшов до повної руїни. Восени 2012 року костел був розібраний групою польських студентів на чолі з професором, завідувачкою кафедри екологічного дизайну Гданської політехніки Романою Цєльонтковською та перевезений до Львова. Влітку 2013 року, польські реставратори зібрали його на новому місці — у Музеї народної архітектури і побуту імені Климентія Шептицького, а на місці, де стояв костел мають намір збудувати капличку. Виконання всіх робіт профінансувало Міністерство культури Республіки Польща. На сьогодні ця римо-католицька каплиця, яку ще називають «костеликом», є одним з найяскравіших представників малочисельної нині групи дерев'яних костелів Львівщини першої половини XX століття. Він є унікальним зразком застосування стилю модерн до дерев'яної сакральної архітектури і не має аналогів на теренах України.

## Галерея

Римо-католицька каплиця (перенесена до Шевченківського гаю у Львові)
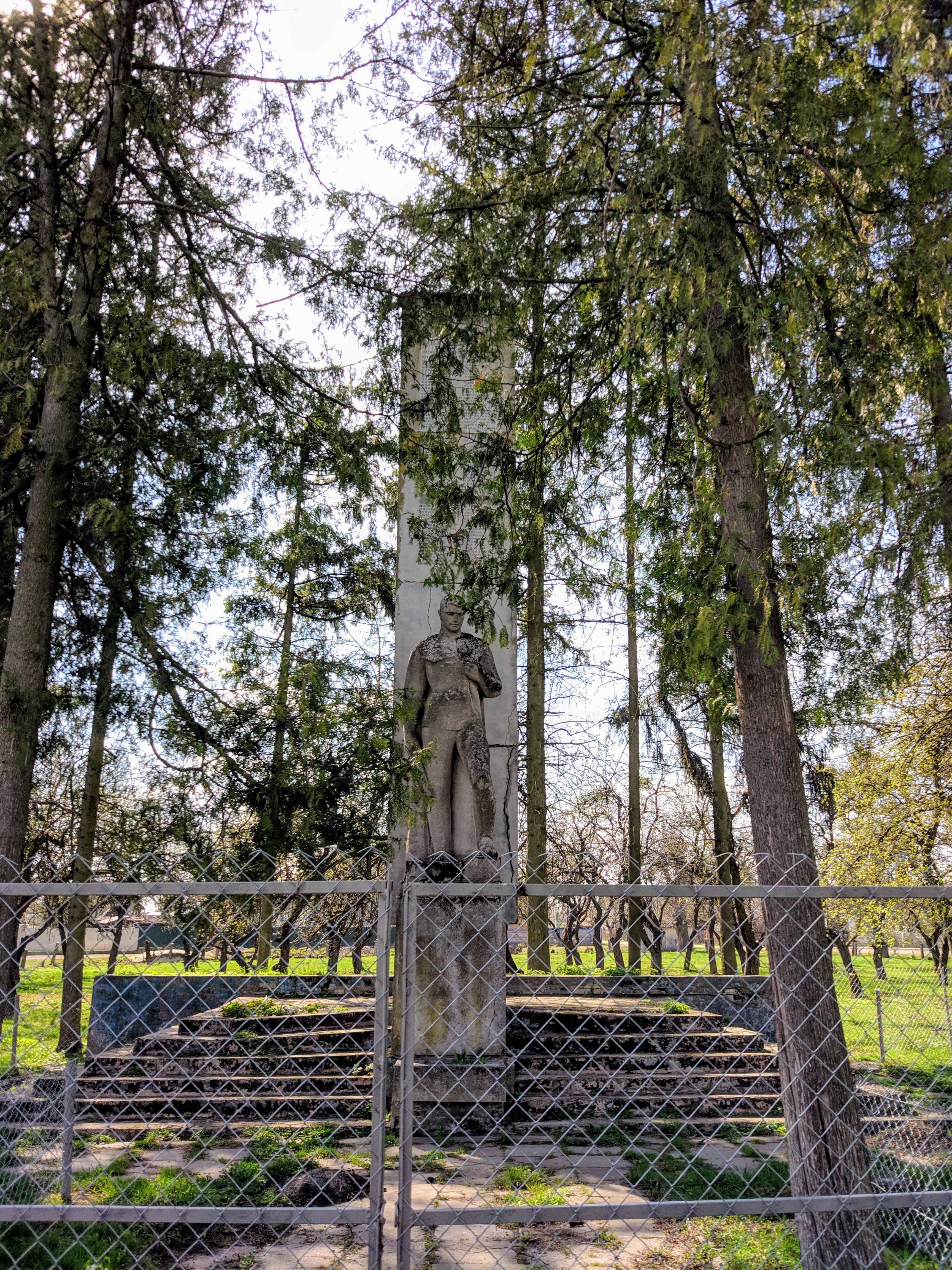
Пам'ятник радянським військовим (демонтований в рамках декомунізації)